# مركز ليزك MD
مركز ليزك MD هو مركز كندي لتصحيح الرؤية بالليزر ويعتبر أكبر مركز لتصحيح الرؤية الليزر في أمريكا الشمالية على أساس عدد العمليات الجراحية. واعتبارًا من عام 2013، يقوم المركز بإجراء أكثر من 60,000 عملية في السنة، ما يعادل ستين في المئة من جميع عمليات تصحيح الرؤية بالليزر في كندا.
تأسس مركز ليزك MD في عام 2001 على يد الدكتور مارك كوهين والدكتور آفي واليرشتاين بافتتاح اثنين من العيادات الأولية في مونتريال، كيبيك، كندا وتورنتو، أونتاريو، كندا. واعتبارًا من عام 2012، افتتحت 30 عيادة خاصة بتصحيح الرؤية تابعة للمركز في جميع أنحاء كندا. وتخدم العيادات جميع المناطق الحضرية الكبرى في جميع أنحاء كندا. يوفر المركز خيارات تصحيح الرؤية بالليزر، عمليت الليزك، وعلاج القرنية المخروطية. كما يعتبر المركز أكبر مركز للرعاية الخاصة بالعين في مقاطعة كيبيك، كما يؤدي أيضًا جراحة الساد.
يعتبر مقر المركز في مونتريال مركز تدريب لجراحي العيون على إجراء عمليات الليزك وتصحيح الرؤية بالليزر.
يعتبر المركز موسسة معتمدة من قبل كلية الأطباء من كيبيك لتدريب الأطباء على تصحيح الرؤية الليزر. منحت جامعة شيربروك المركز هذا الاعتماد.

## التاريخ
وفي عام 1998، كانت شركة ليزك فيجن أول مزود لتصحيح الرؤية بالليزر في أمريكا الشمالية تقدم تلك الخدمة "بأسعار ميسورة التكلفة"، وكانت تروج لها عن طرق بعض الإعلانات الموجهة مباشرةً إلى المستهلك. في ذلك الوقت، اتبعت الشركة نهجًا جديدًا بالاتحاد مع المراكز الطبية الأخرى. كان الدكتور والرشتاين هو المدير الطبي لمؤسسة ليزك فيجن وأشرف على التوحيد الطبي، بينما عمل الدكتور كوهين كمدير قسم الشؤون المهنية وأشرف على توظيف الأطباء وتدريبهم. وبحلول عام 2000، أصبحت شركة لاسيك فيجن، وهي شركة متداولة عامة، أكبر شركة لتصحيح الرؤية بالليزر العالم، قياسًا بحجم العمليات الجراحية.
ومع ذلك، بعد فترة وجيزة من إفلاسها في عام 2001، ترك كوهين والرشتاين مركز ليزك فيجن، وأسسوا نموذج طبي مماثل في مجموعة من المرافق المملوكة للقطاع الخاص تحت اسم مركز الليزك MD. وحصل مركز الليزك MD في وقت لاحق على غالبية مرافق مركز ليزك فيجن السابقة طبقًا لإجراءات الإفلاس في كندا.

## جوائز
في عام 2014، تحت إشراف الدكتور كوهين ودكتور والرشتاين، حصل مركز الليزك MD على جائزة نادي البلاتين كأفضل شركة في كندا، برعاية ديلويت، سيبك، والبريد الوطني ومدرسة ستيفن سميث للأعمال في جامعة كوينز. يتم منح حالة نادي البلاتين للمنظمات التي تصنف كأفضل الشركات المدارة لمدة سبع سنوات متتالية أو أكثر.